# Хронология событий в Гяндже
Ниже приводится хронология города Гянджа, Азербайджан.

## До XIX века
- 659 — 660 годы — основание города[1] по версии послемонгольского историка Хамд-Аллах Моставфи.
- 859 год — основание города Мохаммадом бен Халедом бен Йазидом бен Мазьядом из арабского рода Йазидидов Ширвана по версии анонимной «Истории Ширвана и Дербента» («Дербенд-наме»)[1].
- 1063 год — построены врата Гянджи[2].
- 1086 год — сельджукский правитель Малик-шах захватил город.
- 1122 год — землетрясение в Гяндже[3].
- 30 сентября 1139 года — землетрясение, которое разрушило город[4] и образовало ряд завальных озёр — Гёйгёль, Маралгёль, Джейрангёль, Ордекгёль, Зелигёль, Аггёль, Гарагёль и Шамлыгёль[5].
- 1139 год — нападение грузин и взятие ими городских ворот с собой в качестве трофея.
- 1194 год — захват города сыном Джахан Пехлевана Эмир Амирана с помощью грузино-Ширванского объединения.
- 1225 год — город захватывает хорезмшах Джелал ад-Дин[6][7].
- 1235 год — город был захвачен татаро-монголами.
- 1590 год — по Стамбульскому мирному договору, заключённому после турецко-персидской войны, Гянджа перешла к Османской империи[8].
- 1606 год — город был занят персами.
- 1620 год — построена главная мечеть Джума (Джаами Гянджи).
- Сентябрь 1722 года — Вахтанг VI вошёл в Гянджу.
- Август 1725 года — захват города Османскими войсками.
- 10 марта 1735 года — заключение договора в городе Гянджа между Надиром и представителем России С. Голицыным.
- 1747 год — город стал столицей полусамостоятельного Гянджинского ханства

## XIX век
- 4 января 1804 года — захват Гянджи Россией[9].
- 1804 год — переименованание Гянджи в Елизаветполь[10].
- 1813 год — заключение Гюлистанского мирного договора, по которому Гянджинское ханство было присоединено к России[11].
- 1806 год — в Елизаветполе создан окружной суд[12].
- 1824 год — в Елизаветполе создано полицейское ведомство[13].
- 27 июля 1826 года — Гянджинский мятеж.
- 1849 год — открытие мусульманских школ в Гяндже.
- 1868 год — Елизаветполь стал центром Елизаветпольской губернии[14].
- 1883 год — Елизаветполь был связан железной дорогой с Баку, Тифлисом и Батумом[15].

## XX век
- 16 августа 1912 года — открытие в Гяндже филиал Тбилисского коммерческого банка.
- 1914 год — открытие в Гяндже Учительской Семинарии[16].
- 1918 год — переименованание Елизаветполя в Гянджу[10].
- Июнь 1918 года — первое правительство Азербайджана переехало из Тифлиса в Гянджу.
- 25-31 мая 1920 года — мятеж в Гяндже против советского правительства[17].
- 1935 год — переименованание Гянджи в Кировабад[10].
- 30 декабря 1989 года — переименованание Кировабада в Гянджу[10].

## XXI век
- 2006 год — открытие Гянджинского международного аэропорта.
- 2010 год — в городе открылось генеральное консульство Турецкой Республики.
- 29 июня 2010 года — Гянджа и Карс стали городами-побратимами[18].
- 26 апреля 2012 года — Гянджа и Оломоуц стали городами-побратимами[19].
- 2014 год — в городе открылось генеральное консульство Грузинской Республики[20].
- 11 октября 2020 года — бомбардировка Гянджи[21].